# Orderecht
Het orderecht beschrijft de status en de rechtspersoonlijkheid van ridderorden en huisorden.
Het orderecht is een deel van het staats-en bestuursrecht. In het verleden zijn in het orderecht vooral de positie en de opvolging van de grootmeester en het recht om een ridderorde te stichten bestudeerd.
- Orden die niet door een regering of een andere "Fons honorum" zoals het hoofd van een (desnoods voormalig) regerend huis zijn gesticht worden in het orderecht pseudo-orden genoemd.

De Orde van Sint-Stanislaus werd in 1918 opgeheven maar er zijn in 2006 drie orden met die naam aan te wijzen. Het bestaansrecht van deze orden of pseudo-orden is een voortdurende bron van onenigheid. Ook het orderechtelijk bestaansrecht van de Orde van Sint-Lazarus is omstreden.
- In een aantal gevallen is het opvolgingsrecht van de grootmeesters van een orde omstreden. Toen de Spaanse Habsburgers in 1705 in mannelijke lijn uitstierven werd het grootmeesterschap van de Orde van het Gulden Vlies onderwerp van een geschil dat ook in de daaropvolgende eeuwen niet kon worden bijgelegd.
- Over de tientallen organisaties die zich "ridderorde" noemen maar volgens het orderecht niet zo mogen heten leest u meer op de pagina Pseudo-orde